# Johannes Andersson i Godagården Karleby
Johannes Andersson (i riksdagen kallad Andersson i Godagården Karleby), född 2 augusti 1782 i Karleby socken, död där 15 november 1865, var en svensk riksdagsman i bondeståndet.
Andersson företrädde Vartofta och Frökinds härader av Skaraborgs län vid riksdagarna 1817–1818 och 1823.
Vid 1817–1818 års urtima riksdag var han suppleant i bankoutskottet. Han fick tillstånd att lämna riksdagen. Under riksdagen 1823 var han ledamot i bankoutskottet och suppleant i förstärkta statsutskottet. Han valdes till statsrevisorssuppleant, men avsade sig uppdraget.